# John Charles
William John Charles, CBE, född 27 december 1931 , död 21 februari 2004, känd som John Charles, var en walesisk professionell fotbollsspelare och manager främst ihågkommen för spel i fotbollsklubbarna Leeds United och Juventus. Han spelade över 600 matcher och gjorde mer än 300 mål under sin 24-åriga spelarkarriär från 1948 till 1972.
Han anses av många vara den bäste all-roundfotbollsspelaren från Wales och ansågs spela lika bra som centerforward som centerhalv. Han är invald i Engelska Ligans 100 legendarer och Engelsk fotbolls "Hall of Fame".
Han blev aldrig varnad eller utvisad under hela sin karriär, mycket tack vare sin filosofi att aldrig avsiktligt sparka eller skada en motståndare. Genom sitt schyssta spel och sin längd (188 cm) fick han smeknamnet Den vänlige jätten (Il Gigante Buono – The Gentle Giant).

## Uppväxt
William John Charles föddes i Cwmbwrla i distriktet Swansea i slutet av 1931. Han spelade fotboll redan som pojke med sin yngre bror Mel Charles som även han blev professionell fotbollsspelare, de spelade senare i karriären tillsammans för Wales landslag.
Redan som skolpojke gick Charles med i pojklaget i Swansea Town som senare blev Swansea City. När han lämnade skolan vid 14 års ålder började han trots sin ungdom att hjälpa till i klubben, bland annat som planskötare. Swansea lät honom dock aldrig spela för a-laget utan han fick nöja sig med att spela i reservlaget.

## Klubbkarriär

### Leeds United
Medan han spelade för Gendros, ett lokalt ungdomslag, uppmärksammades han av Leeds talangscouter som lät honom provspela för Leeds United i september 1948. Han imponerade under provspelet, fick ett erbjudande från klubben och skrev, 17 år gammal, kontrakt med klubben och flyttade till Yorkshire.
Frank Buckley, dåvarande manager för Leeds, provade Charles i ett antal olika positioner, bland annat högerback, centerhalv och vänsterhalv för Leeds reservlag innan han gjorde ligadebut för Leeds som centerhalv mot Blackburn Rovers i april 1949. Det dröjde ytterligare två säsonger innan han fick spela centerforward i tre matcher, redan i andra matchen hemma mot Hull City gjorde Charles två mål. Det ledde till en diskussion om vilken som var Charles bästa position i laget, men han fortsatte som centerhalv till säsongen 1952/53. Han gjorde totalt 150 ligamål under åtta år med Leeds, 42 mål gjorde han säsongen 1953/54.

### Juventus
John Charles lämnade Leeds för italienska Juventus F.C. 1957 för 65 000 £, brittiskt rekord för en transfer.

### Leeds och AS Roma
Efter fem år i Juventus återvände han till Leeds 1962, Leeds betalade 53 000£ i övergångssumma men Charles hade svårt att anpassa sig till det tuffare spelet i England och spelade enbart 11 matcher innan han samma år återvände till Italien för att spela i AS Roma (70 000£ i övergångssumma). Han spelade bara 10 matcher för Roma och flyttade 1963 tillbaks till Storbritannien och Cardiff City FC i division 2.

### Cardiff City, Hereford United och Merthyr Tydfil
John Charles spelade tre år för Cardiff innan han flyttade till dåvarande icke-ligaklubben Hereford United som spelande tränare och därefter till Merthyr Tydfil där han avslutade sin fotbollskarriär.

## Landslagskarriär
Charles spelade sin första landskamp för Wales 1950 strax efter att han fyllt 18 år och den sista 15 år senare, 1965. Totalt spelade han 38 landskamper och gjorde 15 mål, han var Wales stora profil under fotbolls-VM 1958 i Sverige.

## Den störste
John Charles anses av många vara den bäste all-roundfotbollsspelaren från Wales, och ansågs spela lika bra som centerforward och centerhalv. Han tillhör Engelska Ligans 100 legendarer  och Engelsk fotbolls "Hall of Fame".
I förordet till Charles självbiografi beskriver Bobby Robson honom som "ojämförbar" och i klass med de största genom tiderna såsom Pelé, Diego Maradona och George Best. Han noterar dessutom att Charles är den ende stora fotbollsspelare som var av världsklass i två helt olika positioner, centerhalv respektive centerforward.
Charles framgångar i Italien gjorde att han 1997 vann en omröstning som den bäste utländske spelaren i Serie A genom tiderna, före storheter som Maradona, Michel Platini, Marco van Basten och Zinedine Zidane.

## Meriter
- Italienska Serie A: Mästare (1958, 1960, 1961) med Juventus
- Coppa Italia: Vinnare (1959, 1960) med Juventus
- Welsh Cup: Vinnare (1964, 1965) med Cardiff City
- Skytteligavinnare i Italien 1958 med Juventus

## Matcher och mål
Nedanstående statistik är ofullständig, saknade uppgifter markeras med ett "–".
| Klubb           | Division         | Säsong  | Liga    | Liga | Cup     | Cup | Övrigt  | Övrigt | Totalt  | Totalt |
| Klubb           | Division         | Säsong  | Matcher | Mål  | Matcher | Mål | Matcher | Mål    | Matcher | Mål    |
| --------------- | ---------------- | ------- | ------- | ---- | ------- | --- | ------- | ------ | ------- | ------ |
| Leeds United    | Division 2       | 1948–49 | 3       | 0    | 0       | 0   | 0       | 0      | 3       | 0      |
| Leeds United    | Division 2       | 1949–50 | 42      | 1    | 5       | 0   | 0       | 0      | 47      | 1      |
| Leeds United    | Division 2       | 1950–51 | 34      | 3    | 2       | 0   | 0       | 0      | 36      | 3      |
| Leeds United    | Division 2       | 1951–52 | 18      | 0    | 5       | 0   | 0       | 0      | 23      | 0      |
| Leeds United    | Division 2       | 1952–53 | 40      | 26   | 1       | 1   | 0       | 0      | 41      | 27     |
| Leeds United    | Division 2       | 1953–54 | 39      | 42   | 2       | 1   | 0       | 0      | 41      | 43     |
| Leeds United    | Division 2       | 1954–55 | 40      | 11   | 2       | 1   | 0       | 0      | 42      | 12     |
| Leeds United    | Division 2       | 1955–56 | 41      | 29   | 1       | 0   | 0       | 0      | 42      | 29     |
| Leeds United    | Division 1       | 1956–57 | 40      | 38   | 1       | 1   | 0       | 0      | 41      | 39     |
| Juventus        | Serie A          | 1957–58 | 34      | 28   | 4       | 1   | 0       | 0      | 38      | 29     |
| Juventus        | Serie A          | 1958–59 | 29      | 19   | 4       | 5   | 2       | 0      | 35      | 24     |
| Juventus        | Serie A          | 1959–60 | 34      | 23   | 3       | 3   | 0       | 0      | 37      | 26     |
| Juventus        | Serie A          | 1960–61 | 32      | 15   | 3       | 1   | 2       | 0      | 37      | 16     |
| Juventus        | Serie A          | 1961–62 | 21      | 8    | 4       | 2   | 10      | 0      | 35      | 10     |
| Leeds United    | Division 2       | 1962–63 | 11      | 3    | 0       | 0   | 0       | 0      | 11      | 3      |
| A.S. Roma       | Serie A          | 1962–63 | 10      | 4    | –       | –   | –       | –      | 10      | 4      |
| Cardiff City    | Division 2       | 1963–64 | 33      | 11   | 1       | 0   | 1       | 0      | 35      | 11     |
| Cardiff City    | Division 2       | 1964–65 | 28      | 3    | 0       | 0   | 6       | 0      | 34      | 3      |
| Cardiff City    | Division 2       | 1965–66 | 7       | 4    | 0       | 0   | 3       | 0      | 10      | 4      |
| Hereford United | Southern Premier | 1966–67 | 42      | 26   | 9       | 11  | 0       | 0      | 51      | 37     |
| Hereford United | Southern Premier | 1967–68 | –       | –    | –       | –   | –       | –      | 0       | 0      |
| Hereford United | Southern Premier | 1968–69 | –       | –    | –       | –   | –       | –      | 0       | 0      |
| Hereford United | Southern Premier | 1969–70 | –       | –    | –       | –   | –       | –      | 0       | 0      |
| Hereford United | Southern Premier | 1970–71 | 24      | 10   | 4       | 1   | 6       | 1      | 34      | 12     |
| Merthyr Tydfil  | Southern Premier | 1971–72 | –       | –    | –       | –   | –       | –      | 0       | 0      |
| Totalt          | Totalt           | Totalt  | 602     | 304  | 51      | 28  | 30      | 1      | 683     | 333    |

## Livet efter fotboll
Efter att ha dragit sig tillbaks från fotbollen blev Charles värd för puben New Inn vid Elland Road, Churwell, i Leeds som senare kom att drivas av en annan legendarisk Leeds United- och walesisk landslagsman, Byron Stevenson. John Charles belönades med den Brittiska Imperieorden (CBE) 2001, och fram till strax före sin död kom han regelbundet till varje hemmamatch för Leeds United. 2002 blev han utsedd till vicepresident för walesiska fotbollsförbundet (Football Association of Wales), och 2003 blev tilldelad staden Swanseas utmärkelse ”Freedom of the city of Swansea”. En kampanj påbörjades för att försöka adla Charles, men det blev inte hörsammat utan han blev tilldelad en CBE. Charles blev invald Engelsk fotbolls "Hall of Fame" 2002. 
Den västra läktaren på Leeds hemmaarena Elland Road gavs namnet "John Charles läktare (The John Charles Stand)" för att hedra hans insatser för Leeds United och en byst har skapats, finansierad av Leeds United ordförande Ken Bates, att placeras vid ingången till banketthallen (annex till baksidan av John Charles läktare) till hans minne. Namnet på "South Leeds Stadium", som används under Leeds United reservlagsmatcher, ändrades till John Charles Stadium för att hedra hans minne. Han har även fått en gata uppkallad efter sig "John Charles Way" som ligger nära Leeds hemmaarena Elland Road

I januari 2004 drabbades han av en hjärtattack kort före en intervju med den italienska televisionen, vilket ledde till att delar av hans högra fot måste amputeras på grund av cirkulationsrubbningar innan återvändandet till Storbritannien. Han dog på sjukhuset i Pinderfield, Wakefield, West Yorkshire den 21 februari 2004.
Han hade en bror, Mel Charles och en brorson Jeremy Charles som också spelade landslagsfotboll för Wales.
Engelska Ligan, som en del i hundraårsfirandet av ligans uppkomst 1998, inkluderade honom bland Engelska Ligans 100 legendarer.
Den 29 november 2003, under firandet av UEFA:s 50-årsjubileum valdes han av walesiska fotbollsförbundet till ”Guld Spelare” det vill säga den bäste walesiske fotbollsspelaren under de senaste 50 åren.